# Carl Kjellberg (1825–1891)

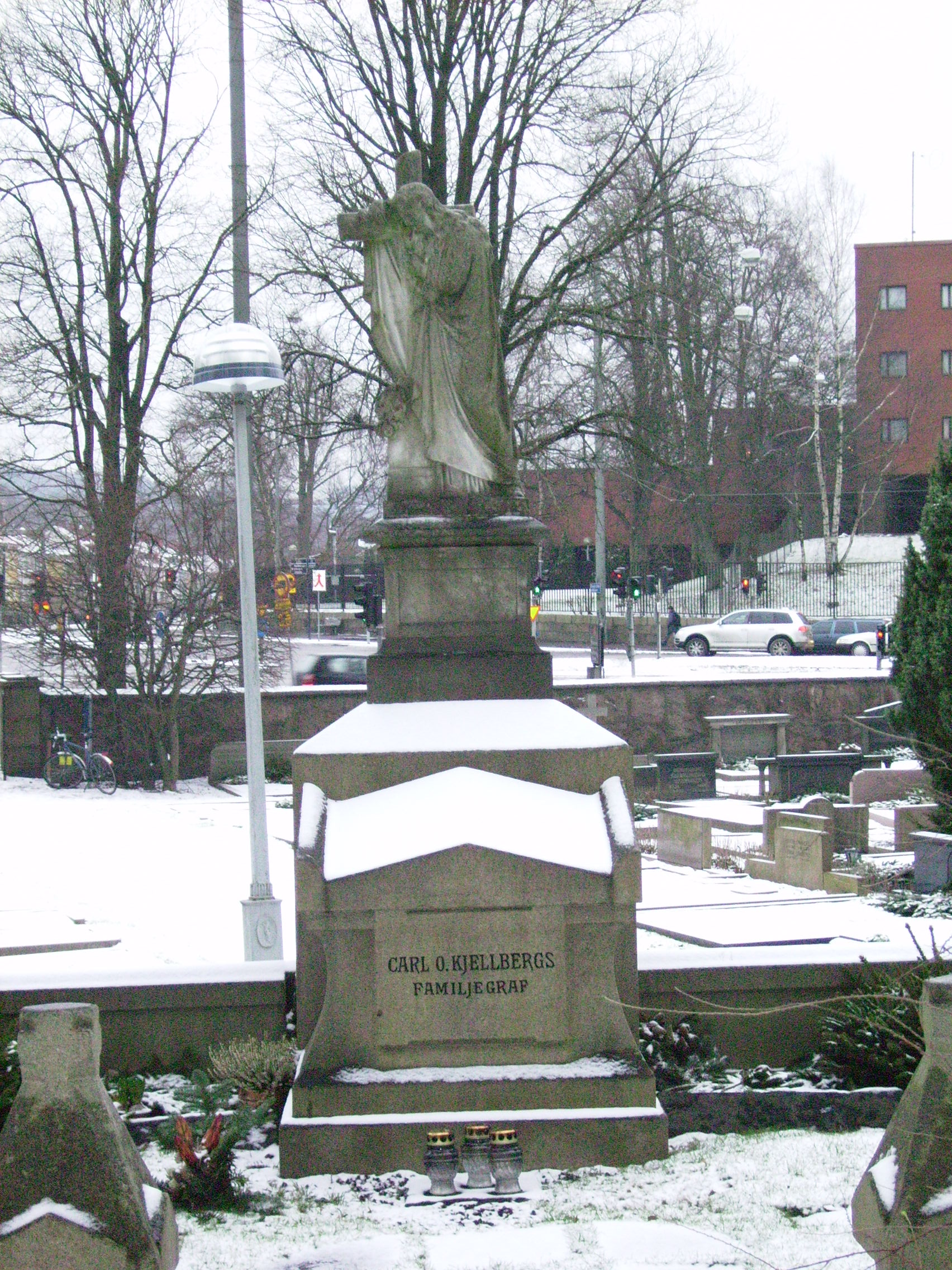
Carl O. Kjellbergs gravvård på Örgryte gamla kyrkogård. Den röda tegelbyggnaden till höger är det Ryska konsulatet.

Carl Ossian Kjellberg (i riksdagen kallad Kjellberg i Göteborg), född 10 maj 1825 i Göteborg, död 29 oktober 1891 i Göteborg, var en svensk grosshandlare och riksdagspolitiker.

## Biografi
Efter skolgång i Falkenberg studerade Kjellberg vid Göteborgs Handelsinstitut 1840-41, blev anställd i sin fars firma 1842-46 erhöll han burskap som grosshandlare i Göteborg 11 december 1846, sedan han 1 december samma år blivit medlem i stadens Handelssocietet. Han upptogs l januari 1847, tillsammans med brodern Jonas Kjellberg (1823-96), som delägare i familjeföretaget, vilket då fick namnet J. A. Kjellberg & Söner. Under hans ledning utvidgades firmans exportaffärer betydligt. Som huvuddelägare hade Kjellberg högsta ledningen för Kramfors, Bofors och Rämen-Liljendal, möjliggjorde skapandet av Boforsverket för inhemsk vapentillverkning och anlade den första ångsågen vid Ångermanälven (Kramfors, 1853). Firman hade sitt kontor på Östra Hamngatan 19, där även Carl Kjellberg med familj bodde. Man ägde för övrigt fastigheten i åttonde roten, med tomtnummer 24, vilken 1885 taxerades till 275 000 kronor. 
Kjellberg var ledamot av styrelsen för Brand- & Livförsäkrings AB Svea från dess grundande 17 april 1866–1891 (vice ordförande 1883-84, ordförande från 1885) samt en av stiftarna av Tändsticksfabriks AB Vulcan, som han aktivt stödde under en kritisk tid, samt var ledamot av dess styrelse från starten 1868, varav som ordförande 1882-91. Han tillhörde även en av stiftarna av Rederi AB Örnen och var ordförande i dess styrelse från grundandet 1873. I boken Kapten Lundgren - En skeppsredares historia (1944) skriver sjökapten Olof Traung, att Carl Ossian [Kjellberg] "...som ordförande i styrelsen för det stora Rederiaktiebolaget Örnen förlorat en förmögenhet på sin tro på segelfartygens förmåga att kunna uthärda i konkurrensen med ångbåtarna". Carl Kjellberg hade tillsammans med brodern tidigt, engagerat sig i Varvet Kusten, som faderns farbror Jonas Kjellberg (1752–1832) år 1784 varit med om att grunda, vilket 1865 ombildades till aktiebolag med bröderna som de största intressenterna. År 1873 såldes varvet till Rederi AB Örnen. 
Carl Kjellberg var ledamot av direktionen för Göteborgs Sjömanshus 1853-82, kommittén för begravningsplatserna 1857-64, styrelsen för Göteborgs Sparbank 1859-63, en av Borgerskapets Äldste 1860-62 samt ledamot av Göteborgs stadsfullmäktige 1863-82. Vidare var han ledamot av direktionen för Navigationsskolan 1866, av styrelsen för Skandinaviska Kredit AB 1867-91, av handels- och sjöfartsnämnden 1873-90 (vice ordförande 1879-82 och ordförande från 1883), av styrelsen för Göteborgs vattenledningar från Delsjön och Kallebäck 1872-82, av AB Bofors-Gullspång från dess grundande 1873 till 1891, samt ledamot av Kjellbergska Flickskolan 1884-91 (ordförande från 1886), vilken han donerade 50 000 kronor till genom Ingeborg och Carl O. Kjellbergs donation. Han var delägare i Kramfors Bruk 1877-86 tillsammans med brodern och ledamot av styrelsen för Kramfors AB 1886-91, av Handelsföreningens fullmäktige 1866-91 (vice ordförande 1879-83 samt ordförande från 1883). Han representerade Göteborgs stad i Riksdagens andra kammare 1870-72 tillsammans med Julius Lindström, Olof Wijk d.y., Carl Fredrik Winkrans och Viktor Rydberg.

## Familj
Carl Kjellberg var son till Jonas Anders Kjellberg och Amalia Kjellberg, född Tranchell (1804–1888). Han gifte sig 1 september 1849 i Karlskrona med Ingeborg Arnoldsson (1829–1885), dotter till förste expeditionssekreteraren, sedermera amiralitetsproviantmästaren i Karlskrona, Lars August Arnoldsson och Fredrika Wilhelmina Raphael. Barn: Ingeborg (1851–1936); August (1853–1925); Hildegard (1854–1918); Ernst (1856–1935); Jonas (1858–1942); Amalia (1859–1948); Gertud Elisabeth (1861–1935); Sigrid Alexandra (1864–1938); Knut (1867–1921) och Harriet Wilhelmina (1869–1922).